# Deszkás János
Deszkás János (Budapest, 1912. július 14. – Budapest, 1950. január 6.) kommunista politikus, határőr alezredes; a német megszállás alatt az ellenállási mozgalom résztvevője; magyar katonatiszt, aki a kommunizmus idején koncepciós per áldozata lett.

## Életpályája
Budapesten elvégezte a jogi egyetemet, utána tisztviselőként dolgozott, majd 1937-ben belépett a Szociáldemokrata Pártba, ahol a párt jogi csoportjában tevékenykedett. A II. világháború idején részt vett az antifasiszta mozgalomban. 1943-ban behívták katonának és hadnagyi rangban a frontra küldték. 1944-ben szakaszával együtt dezertált, majd hazatért és a kommunisták oldalán vett részt az ellenállási mozgalomban. 1945. után a pártközpont közigazgatási osztályának helyettes vezetője lett, majd 1948-ban ezredesi rangban a Honvédelmi Minisztérium katonapolitikai osztályának lett vezetője.
A Rajk László perével kezdődő, MKP-n belüli tisztogatás őt sem kímélte, 1949-ben letartóztatták, majd a Marschall László nevével fémjelzett perben másodrendű vádlottként 15 év börtönre ítélték. A vádirat szerint Deszkás Pálffy György utasítására „fasiszta beállítottságú” tiszteket helyezett el a Honvédelmi Minisztériumon belül és „tétlenségre kárhoztatta a munkáskádereket”.
Később perújrafelvételt rendeltek el ügyében, ezúttal Tardi István rendőr ezredessel együtt állították újra bíróság elé, kémkedés és szabotázs vádjával, valamint azzal is megvádolva Deszkást, hogy fegyvereket rejtegetett lakásán, melyeket a - koncepció szerint - Rajk László által tervezett felkelésben vetettek volna be. A koncepció érvényesítése végett szükséges volt Tardi István vallomása, amelyet az ÁVH kínzással ki is csikart belőle. Deszkás Jánost 1949. december 22-én kötél általi halálra ítélték és 1950. január 6-án felakasztották.
Amikor Deszkás János édesanyja értesült fia haláláról, öngyilkosságot követett el. Tardi Istvánt 12 év kényszermunkára ítélték, de már 1954-ben kiszabadult. Amikor a magyar kormány elrendelte a Deszkás-per felülvizsgálati tárgyalását, Tardi a tárgyalás másnapján véget vetett életének.
Deszkás Jánost 1955-ben a Rajk-per és mellékperei elítéltjeivel együtt rehabilitálták.

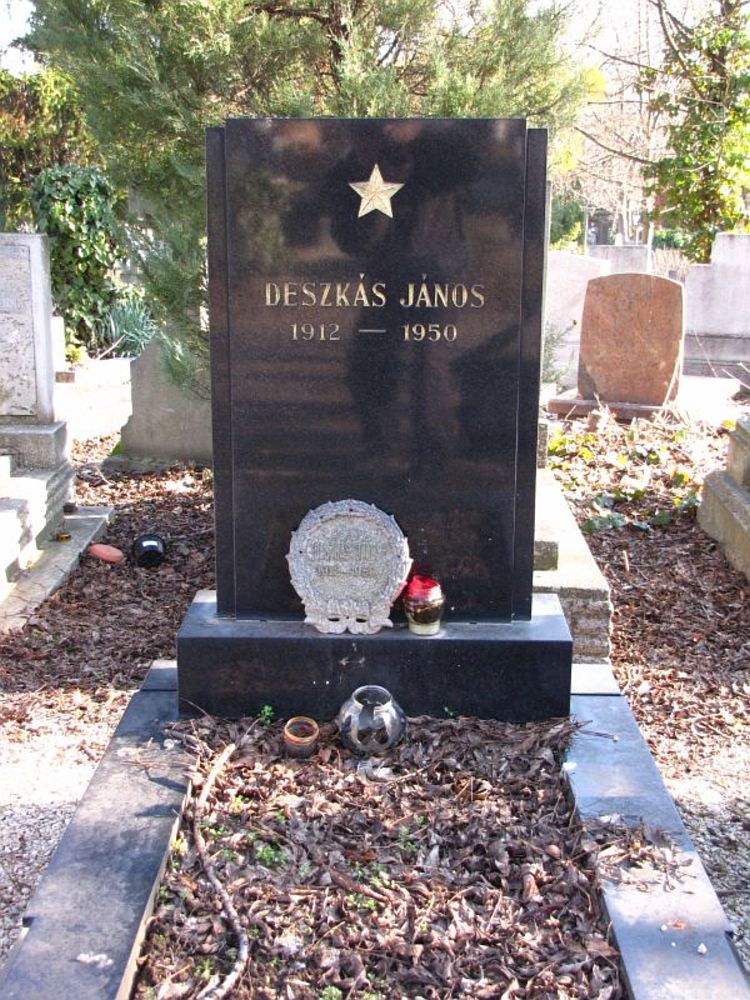
Sírja a Farkasréti temetőben (30/2-1-83)

## Művei
- A közigazgatás alapfogalmai és szervei; Szikra, Bp., 1946 (Szemináriumi füzetek)
- Falusi közigazgatás és községpolitika; Szikra, Bp., 1947 (Szemináriumi füzetek)
- A magyar közigazgatás szervezete; Szakszervezeti Tanács Oktatási Titkársága, Bp., 1948
- Nemzeti bizottságok; Szikra, Bp., 1948 (Falu és Város könyvtára)
- Népi bizottságok; Szikra, Bp., 1948 (Falu és Város könyvtára)
- A tanyai közigazgatás problémái; Székesfővárosi házinyomda, Bp., 1948